# Doliops geometrica
Doliops geometrica là một loài bọ cánh cứng trong họ Cerambycidae.